# 용암로
용암로(Yongam-ro)는 전북특별자치도 부안군 부안읍 시내버스터미널사거리 에서 부안군 부안읍 을 잇는 전북특별자치도의 도로이다.

## 주요 경유지
전북특별자치도
- 부안군 (부안읍)

## 노선
| 이름                 | 접속 노선     | 소재지 | 소재지 | 비고 |
| -------------------- | ------------- | ------ | ------ | ---- |
| 시내버스터미널사거리 | 번영로 남주길 | 부안군 | 부안읍 |      |
| 봉덕삼거리           | 오리정로      | 부안군 | 부안읍 |      |
| (이름 없음)          | 매창로        | 부안군 | 부안읍 |      |
| (이름 없음)          | 순환남로      | 부안군 | 부안읍 |      |
| 부평로와 직결        |               |        |        |      |